# Bergwolfsklauw
De bergwolfsklauw (Lycopodium ×issleri; synoniemen: Diphasium issleri (Rouy) Holub, Diphasiastrum issleri (Rouy) Holub) is een hybride van twee wolfsklauwsoorten: Lycopodium alpinum × Lycopodium complanatum. Deze soorten werden traditioneel geplaatst in het ondergeslacht Diphasium, maar tegenwoordig ook vaak in het geslacht Diphasiastrum. De bergwolfsklauw is een zeldzaam voorkomende Europese endeem, die niet voorkomt in Nederland. In België kwam de kruising voor in Wallonië maar is daar verdwenen.

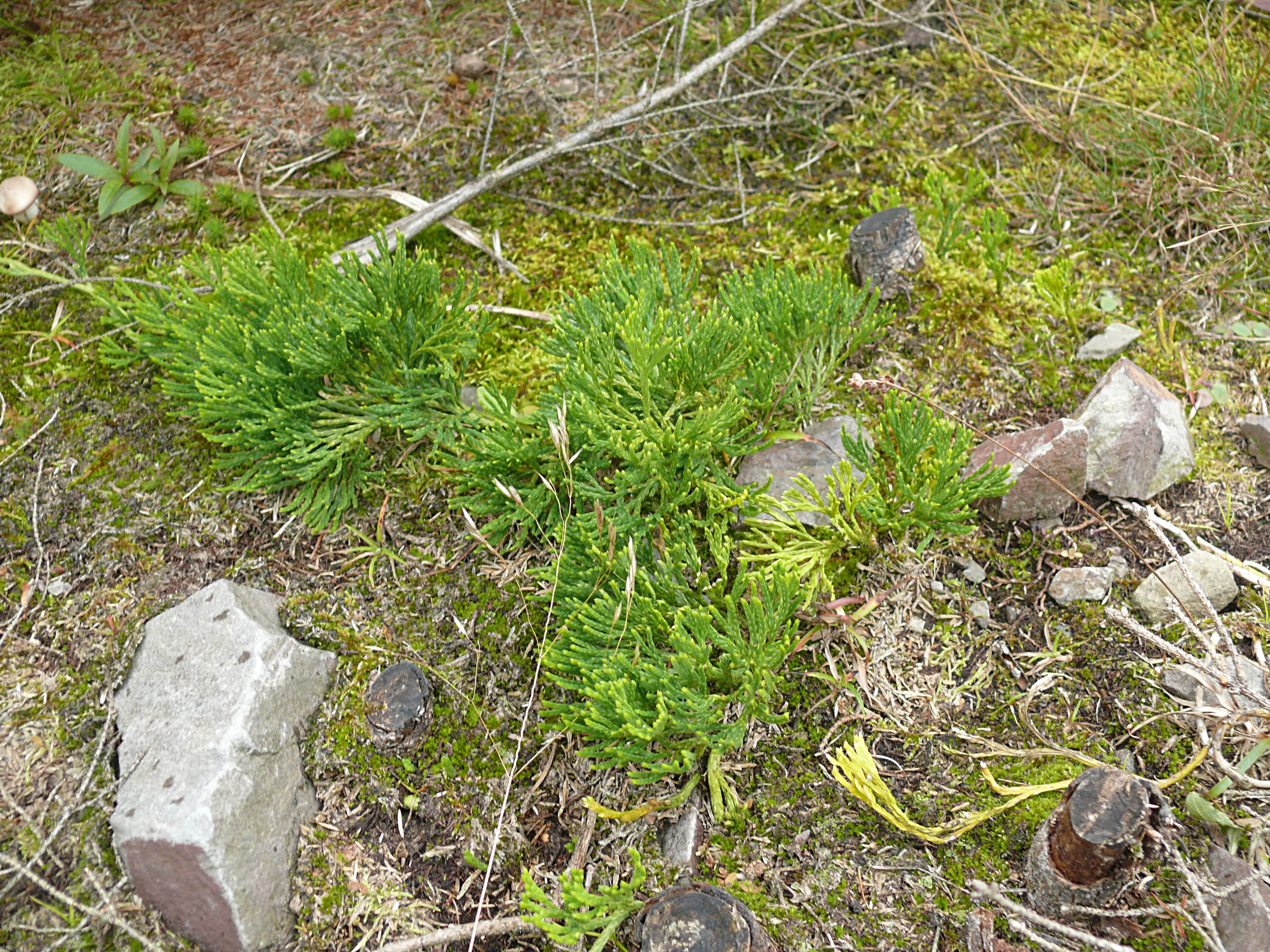
Groeiplaats in het Thüringer Schiefergebirge

De strobilus (sporenaar) is bijna zittend, waar de verwante soorten een gesteelde sporenaar hebben. De stengel is gewoonlijk bovengronds. De dunnere zijtakken zijn 2-2,5 mm breed.